# Franck Madou
Franck Olivier Madou (Marcory, 15 settembre 1987) è un ex calciatore ivoriano naturalizzato francese, di ruolo attaccante.

## Carriera
Ha giocato nella prima divisione dei campionati svizzero, cipriota, ucraino, bulgaro, algerino, kuwaitiano ed azero.